# Liste der Kulturgüter in Grindelwald
Die Liste der Kulturgüter in Grindelwald enthält alle Objekte in der Gemeinde Grindelwald im Kanton Bern, die gemäss der Haager Konvention zum Schutz von Kulturgut bei bewaffneten Konflikten, dem Bundesgesetz vom 20. Juni 2014 über den Schutz der Kulturgüter bei bewaffneten Konflikten sowie der Verordnung vom 29. Oktober 2014 über den Schutz der Kulturgüter bei bewaffneten Konflikten unter Schutz stehen.
Objekte der Kategorien A und B sind vollständig in der Liste enthalten, Objekte der Kategorie C fehlen zurzeit (Stand: 15. Februar 2024). Unter übrige Baudenkmäler sind geschützte Objekte zu finden, die im Bauinventar des Kantons Bern als «schützenswert» verzeichnet sind.

## Kulturgüter
| Foto | | Objekt                                                                      | Kat. | Typ | Standort                             | Beschreibung |
| ---- | --- | --------------------------------------------------------------------------- | ---- | --- | ------------------------------------ | --- |
| ja   | Datei hochladen · Wikidata zu Jungfraubahn und Wengernalpbahn (Q98936968)                              | Jungfraubahnen KGS-Nr.: 10421                                               | A    | X   | 644860 / 163526                      | Die Bahnanlage ist ein einzigartiges technik- und verkehrsgeschichtliches Denkmal. Dazu gehören Bahntrassees mit Kunstbauten, insbesondere Viadukte, Sicherungsbauten, Stützmauern und Brücken sowie Stationsgebäude und Kleinbauten entlang der Strecke. Objekt liegt hälftig auf dem Gemeindegebiet von Grindelwald (KGS-Nr. 10421) und Lauterbrunnen (KGS-Nr. 17059).                                                                                     |
| ja   | Datei hochladen · Wikidata zu Reformierte Kirche, Pfarrhaus, Pfrundscheune und Nebenbauten (Q29652106) | Reformierte Kirche, Pfarrhaus, Pfrundscheune und Nebenbauten KGS-Nr.: 00920 | B    | G   | Dorfstrasse 198–202 646500 / 163900  | In den Jahren 1793 bis 1795 erbautes reformiertes Kirchengebäude, wobei Teile der Mauer von einem spätgotischen Vorgängerbau stammen. Saalkirche mit polygonalem Chorabschluss unter abgewalmtem Satteldach. Zum Ensemble gehören auch das Pfarrhaus von 1784–1789, ein zweigeschossiger spätbarocker Putzbau unter Vollwalmdach sowie die Pfrundscheune aus den 1790er Jahren, ein kompakt proportionierter Baukörper unter Walmdach auf verputztem Sockel. |
| ja   | Datei hochladen · Wikidata zu Hotel Bellevue des Alpes (Q117090191)                                    | Hotel Bellevue des Alpes KGS-Nr.: 16779                                     | B    | G   | Kleine Scheidegg 354 640111 / 159456 | 1842 auf der Kleinen Scheidegg erbauter Hotelkomplex |

## Übrige Baudenkmäler
Hinweis: Anstelle der KGS-Nummer wird als Objekt-Identifikator (ID) die Grundstücksnummer verwendet.
| ID         | Foto |                                                                     | Objekt                                                    | Typ | Standort                               | Beschreibung |
| ---------- | ---- | ------------------------------------------------------------------- | --------------------------------------------------------- | --- | -------------------------------------- | ------------ |
| 69         | ja   | Datei hochladen                                                     | Bergstation des ehemaligen Wetterhorn-Aufzugs (1904–1908) | G   | Enge 1967c 649347 / 164564             |              |
| 278        | BW   | Datei hochladen · Wikidata zu Bauernhaus (1756) (Q126367444)        | Bauernhaus (1756)                                         | G   | Dorfstrasse 70 645443 / 163804         |              |
| 337        | BW   | Datei hochladen                                                     | Alphütte (1722)                                           | G   | Mattenweg 3b 643840 / 165287           |              |
| 645        | BW   | Datei hochladen                                                     | Chalet Alte Post (1828)                                   | G   | Dorfstrasse 165 646157 / 163840        |              |
| 658        | ja   | Datei hochladen · Wikidata zu Berggasthaus Faulhorn (Q819781)       | Berggasthaus Faulhorn (1830/33)                           | G   | Faulhorn 1164 642917 / 169437          |              |
| 1087       | BW   | Datei hochladen                                                     | Bauernhaus (1750)                                         | G   | Tschingeleystrasse 6 641306 / 164907   |              |
| 1180       | BW   | Datei hochladen                                                     | Bauernhaus (1771)                                         | G   | Itramenstrasse 66 642902 / 163248      |              |
| 1199       | BW   | Datei hochladen                                                     | Ofen- und Waschhaus (um 1850)                             | G   | Kreuzweg 46a 645802 / 164118           |              |
| 1584       | BW   | Datei hochladen                                                     | Bauernhaus (1598)                                         | G   | Tuftbach 6 644815 / 164358             |              |
| 1697       | BW   | Datei hochladen                                                     | Alphütte (17. Jh.)                                        | G   | Nodhalten 1312 645758 / 165564         |              |
| 1815       | BW   | Datei hochladen                                                     | Bauernhaus (1615)                                         | G   | Wärgistalstrasse 19 645065 / 163007    |              |
| 2308       | BW   | Datei hochladen                                                     | Mädihaus (1849)                                           | G   | Fussweg 8 646080 / 163803              |              |
| 2342       | BW   | Datei hochladen                                                     | Bauernhaus (um 1600)                                      | G   | Dorfstrasse 23 644927 / 163994         |              |
| 2730       | ja   | Datei hochladen · Wikidata zu Hotel Bellevue des Alpes (Q117090191) | Hotel Bellevue (1842)                                     | G   | Kleine Scheidegg 354 640111 / 159456   |              |
| 2927       | ja   | Datei hochladen                                                     | Wasserschloss des Kraftwerk Lütschental (1908)            | G   | Sulligerweidweg 13a 639633 / 164867    |              |
| 3485       | BW   | Datei hochladen                                                     | Ferienhaus (1955)                                         | G   | Salzmannseggstrasse 23 644914 / 164084 |              |
| 3657; 4659 | BW   | Datei hochladen                                                     | Bauernhaus (1698)                                         | G   | Endweg 48, 50 645327 / 163560          |              |
| 3694       | BW   | Datei hochladen                                                     | Bauernhaus (1708)                                         | G   | Baumenstrasse 9 647127 / 164833        |              |
| 5062       | BW   | Datei hochladen                                                     | Speicher (1761)                                           | G   | Engelshausweg 10b 644849 / 163288      |              |
| 5861       | BW   | Datei hochladen                                                     | Bauernhaus (1720)                                         | G   | Grindelwaldstrasse 26 641631 / 165133  |              |
| 5958       | BW   | Datei hochladen                                                     | Speicher (18. Jh.)                                        | G   | Unterhäusernweg 19a 647667 / 164126    |              |
| 6069       | BW   | Datei hochladen                                                     | Ofen- und Waschhaus (um 1790)                             | G   | Dorfstrasse 200a 646454 / 163869       |              |
| 6223       | BW   | Datei hochladen                                                     | Speicher (1794)                                           | G   | Hubelweg 24a 646065 / 164588           |              |
| 6456       | BW   | Datei hochladen                                                     | Wohnhaus (1884)                                           | G   | Stutzstrasse 2 644693 / 163335         |              |

## Abgegangene Baudenkmäler
| ID | Foto |                 | Objekt              | Typ | Standort                         | Beschreibung |
| -- | ---- | --------------- | ------------------- | --- | -------------------------------- | ------------ |
| 18 | BW   | Datei hochladen | Trafostation (1920) | G   | Grundstrasse 66a 644844 / 163552 | Abgegangen   |